# Rasmus Overby
Rasmus Overby (født 12. januar 1989 på Frederiksberg) er en dansk træner og tidligere håndboldspiller. Han har tidligere optrådt som spiller for FIF, FCK Håndbold og Viborg HK. Privat danner han par med den svenske landsholdsspiller Johanna Ahlm, der spillede i Sävehof, hvor Rasmus Overby startede sin trænerkarriere.

## Spillerkarriere
Rasmus Overby startede som 7-årig i FIF. Han står noteret for 2 A-landsholdskampe.
I 2010 skiftede han fra FIF til Viborg HK på grund af FIF's dårlige økonomi. Kun en måned senere overrev han sit korsbånd, hvilket holdte ham ude resten af sæsonen.

## Trænerkarriere
Han kom IK Sävehof i 2018. Her vandt han det svenske mesterskab i hans første sæson. Han forlod klubben i 2022, da klubben ikke forlængede kontrakten.
Rasmus Overby skiftede i sommeren 2022 til København Håndbold, hvor han overtog trænerposten fra Claus Mogensen. Her kom han til med store visioner, og tiltrådte København Håndbold sammen med assistenttræner Mikkel Thomassen fra Randers HK.
I november 2023 blev han fyret fra klubben pga. dårlige resultater. Han blev afløst af Bo Spellerberg.
I 2024 blev han cheftræner for den svenske klub Skara HF.